# Ligne S2 des FGC
La ligne S2 est une des dix-huit lignes de train de banlieue de l'agglomération barcelonaise. Elle relie Barcelone à Sabadell et dessert au total cinq communes sur le tracé de la ligne Barcelone - Vallès.
Elle est exploitée par les Chemins de fer de la généralité de Catalogne (FGC).

## Historique
Le code S2 est attribué à la ligne en 1996. Elle puise ses origines dans le chemin de fer de Barcelone à Sarrià, ouvert en 1863, et dans le tronçon du Vallès des Chemins de fer de Catalogne, mis en service à la fin des années 1910 et au début des années 1920.
À l'occasion de la mise en service d'une quinzaine de nouveaux trains le 9 décembre 2022, la fréquence de passage sur les lignes S1 et S2 augmente à 5 min en heure de pointe aux terminus, soit 2 min 30 s sur le tronçon commun entre Barcelone et Sant Cugat del Vallès, ce qui conduit à la disparition des lignes S5, S6 et S7.

## Caractéristiques

### Ligne
La ligne parcourt les infrastructures de la ligne Barcelone - Vallès. Elle compte 21 stations, dont onze souterraines, et parcourt 33 km. Les rails sont à écartement normal et la voie est double sur l'intégralité du trajet.
À partir de Plaça de Catalunya, elle dessert cinq communes : Barcelone, Sant Cugat del Vallès, Cerdanyola del Vallès, Sant Quirze del Vallès et Sabadell, et partage son tracé avec la ligne L7 jusqu'à Gràcia, la ligne L6 jusqu'à Sarrià et la ligne S1 jusqu'à Sant Cugat.

### Stations et correspondances
| Gare                   | Municipalité           | Correspondances | Zone |
| ---------------------- | ---------------------- | --------------- | ---- |
| Plaça de Catalunya     | Barcelone              |                 | 1    |
| Provença               | Barcelone              |                 | 1    |
| Gràcia                 | Barcelone              |                 | 1    |
| Sant Gervasi           | Barcelone              |                 | 1    |
| Muntaner               | Barcelone              |                 | 1    |
| La Bonanova            | Barcelone              |                 | 1    |
| Les Tres Torres        | Barcelone              |                 | 1    |
| Sarrià                 | Barcelone              |                 | 1    |
| Peu del Funicular      | Barcelone              |                 | 1    |
| Vallvidrera            | Barcelone              |                 | 1    |
| Les Planes             | Barcelone              |                 | 1    |
| La Floresta            | Sant Cugat del Vallès  |                 | 2C   |
| Valldoreix             | Sant Cugat del Vallès  |                 | 2C   |
| Sant Cugat-Centre      | Sant Cugat del Vallès  |                 | 2C   |
| Volpelleres            | Sant Cugat del Vallès  |                 | 2C   |
| Sant Joan              | Sant Cugat del Vallès  |                 | 2C   |
| Bellaterra             | Cerdanyola del Vallès  |                 | 2C   |
| Universitat Autònoma   | Cerdanyola del Vallès  |                 | 2C   |
| Sant Quirze            | Sant Quirze del Vallès |                 | 2C   |
| Can Feu \| Gràcia      | Sabadell               |                 | 2C   |
| Sabadell-Plaça Major   | Sabadell               |                 | 2C   |
| La Creu Alta           | Sabadell               |                 | 2C   |
| Sabadell-Nord          | Sabadell               |                 | 2C   |
| Sabadell-Parc del Nord | Sabadell               |                 | 2C   |

## Exploitation

### Matériel roulant
La ligne est servie par les rames de série 112 et 113 des FGC.

Rames
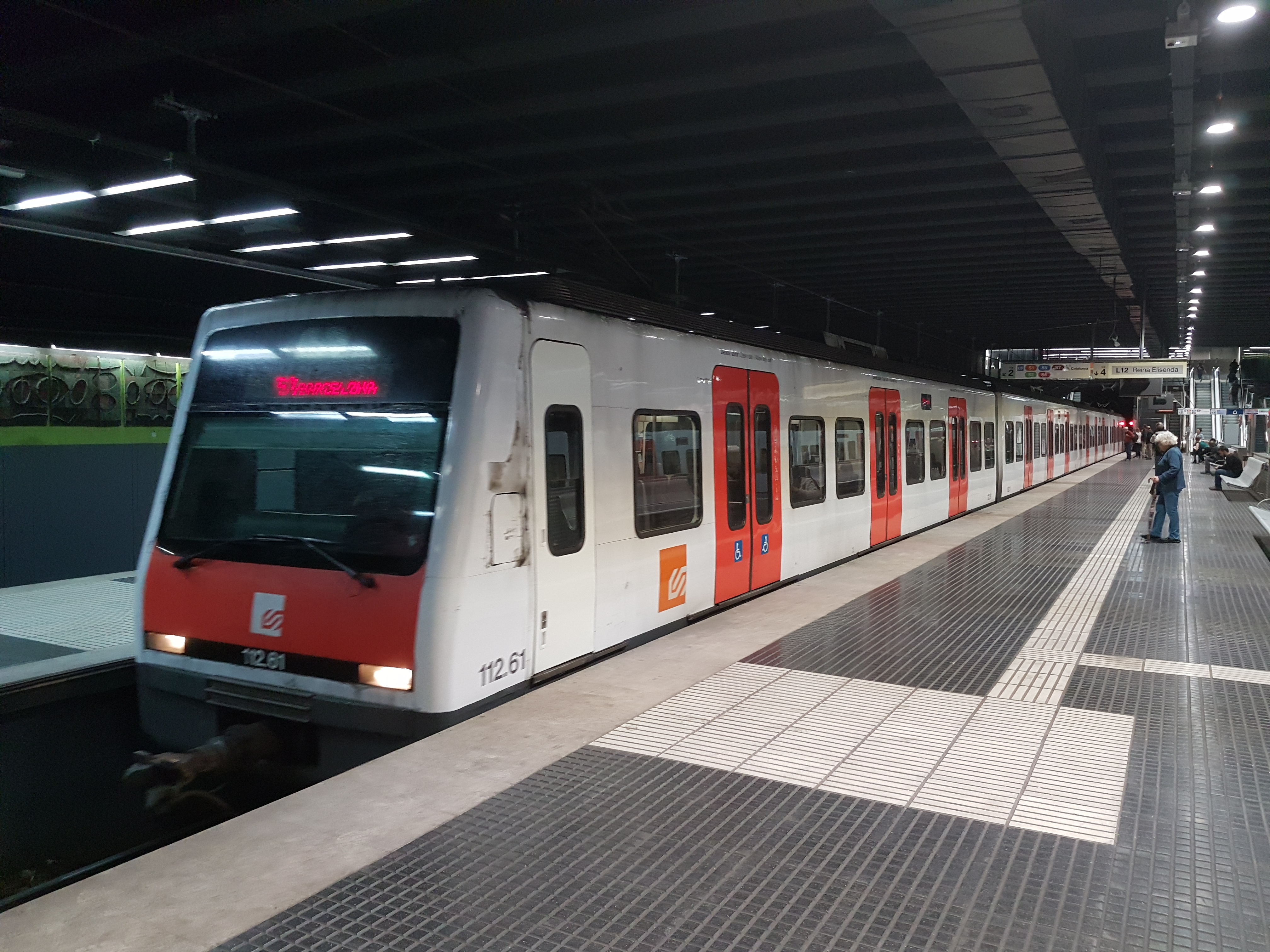
Série 112 à quai à Sarrià.
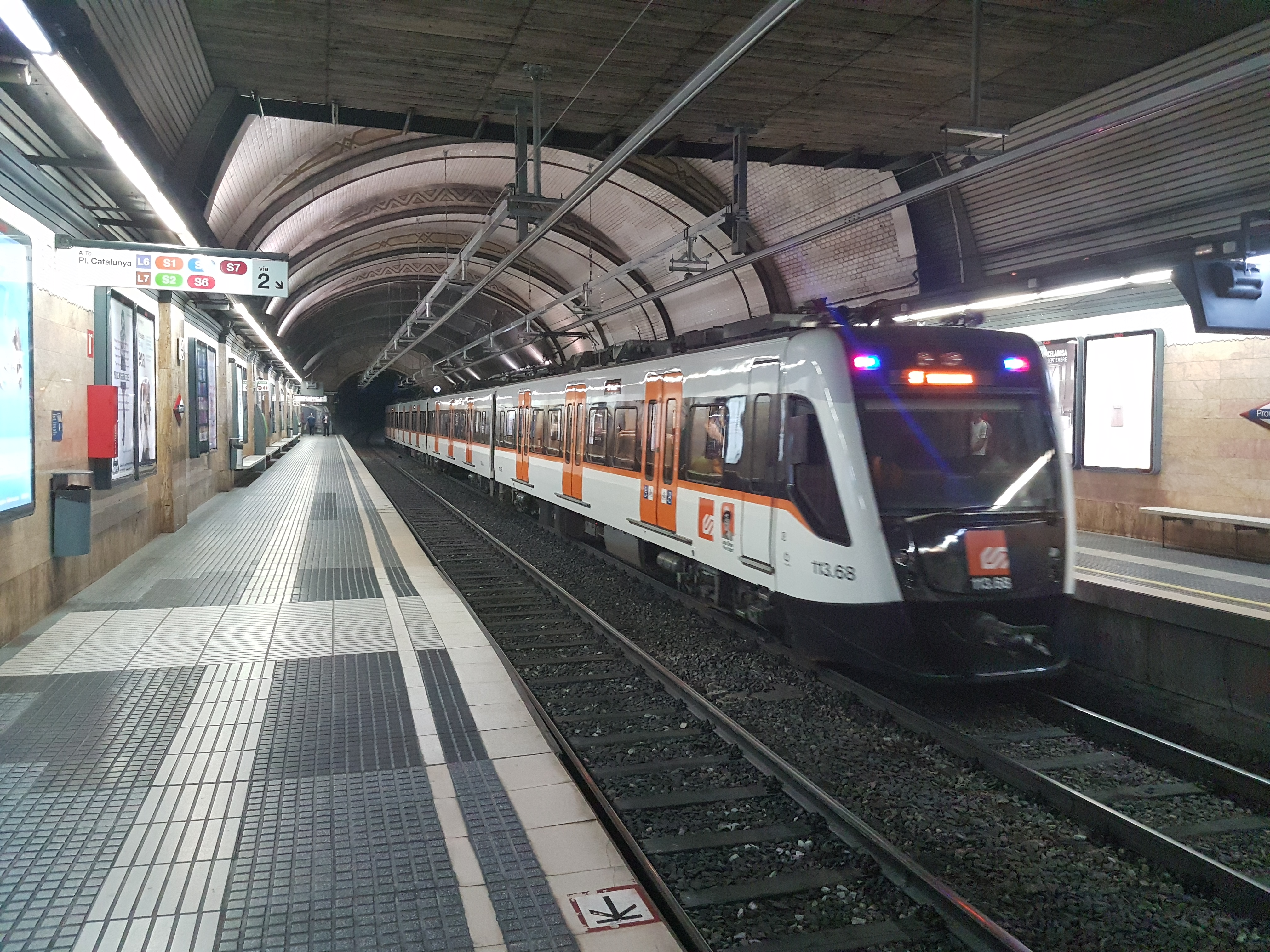
Série 113 à quai à Provença.